# Joel Perovuo
Joel Perovuo (ur. 11 sierpnia 1985 w Helsinkach) – fiński piłkarz występujący na pozycji pomocnika.

## Kariera klubowa
Perovuo rozpoczął karierę w klubie Espoon Palloseura. W wieku 13 lat trafił do FC Honka. W 2005 roku został włączony do pierwszej drużyny i awansował z zespołem do Veikkausliigi. W tych rozgrywkach zadebiutował 19 kwietnia 2006 roku w przegranym 1:2 meczu z VPS. 1 października 2007 roku w zremisowanym 2:2 pojedynku z FF Jaro zdobył 2 bramki, które były jego pierwszymi w trakcie gry w Veikkausliidze. W 2008 oraz w 2009 roku Perovuo wywalczył z klubem wicemistrzostwo Finlandii. W 2008 roku wystąpił z nim także w finale Pucharu Finlandii, jednak Honka przegrała tam 1:2 z HJK Helsinki. W Honce Perovuo spędził w sumie 6 sezonów. W tym czasie rozegrał tam 100 ligowych spotkań i zdobył 9 bramek.
W 2010 roku przeszedł do szwedzkiego Djurgårdens IF. W Allsvenskan pierwszy mecz zaliczył 14 marca 2010 roku przeciwko BK Häcken (1:2). 2 maja 2010 roku w wygranym 2:1 pojedynku z AIK Fotboll Perovuo strzelił pierwszą bramkę w trakcie gry w Allsvenskan.
W sierpniu 2011 roku Perovuo podpisał dwuipółletni kontrakt z HJK Helsinki. 22 stycznia 2014 roku podpisał dwuletnią umowę z Jagiellonią Białystok, która jednak została rozwiązana 23 maja 2014 roku. W sierpniu 2014 wrócił do HJK Helsinki, z którym podpisał roczny kontrakt. W kwietniu 2015 wrócił do Honki. W lutym 2016 przedłużył kontrakt z klubem o kolejny sezon.

## Kariera reprezentacyjna
W reprezentacji Finlandii Perovuo zadebiutował 18 stycznia 2010 roku w przegranym 0:2 towarzyskim meczu z Koreą Południową.